# Aeroportul Hancock County-Bar Harbor
Aeroportul Hancock County-Bar Harbor (IATA: BHB, ICAO: KBHB, FAA LID: BHB) este un aeroport din Maine, Statele Unite ale Americii ce deservește zona Comitatul Hancock. Aeroportul a fost tranzitat în 2019 de 20.176 de pasageri. A fost numit după zona deservită.
Situat la o altitudine de 25 m, aeroportul dispune de 2 piste.

## Infrastructură

### Piste
Aeroportul dispune de 2 piste. Pista 04/22 are suprafața de asfalt și dimensiunile 5.200 picioare × 100 picioare. Pista 17/35 are suprafața de asfalt și dimensiunile 3.253 picioare × 75 picioare. 